# NGC 5908
NGC 5908 é uma galáxia espiral (Sb) localizada na direcção da constelação de Draco. Possui uma declinação de +55° 24' 34" e uma ascensão recta de 15 horas, 16 minutos e 43,1 segundos.
A galáxia NGC 5908 foi descoberta em 5 de Maio de 1788 por William Herschel.